# Partito Cristiano Sociale (Belgio)
Il Partito Cristiano Sociale (in tedesco: Christlich-Soziale Partei; abbreviato in CSP) è un partito politico del Belgio che si presenta nella Comunità germanofona del Belgio. Il suo leader è Mathieu Grosch.
Dispone di:
- due consiglieri al Consiglio provinciale della provincia di Liegi (2006-2012)
- otto membri del Parlamento della Comunità germanofona del Belgio (2004-2009)
- un deputato al Parlamento della Regione di Vallonia
- un deputato europeo.